# Barichneumon coxalis
Barichneumon coxalis là một loài tò vò trong họ Ichneumonidae.